# Geophila gerrardii
Geophila gerrardii är en måreväxtart som beskrevs av John Gilbert Baker. Geophila gerrardii ingår i släktet Geophila och familjen måreväxter.
Artens utbredningsområde är Madagaskar. Inga underarter finns listade i Catalogue of Life.